# 一等兵
一等兵（いっとうへい）は、軍隊の階級の一つで、兵に区分され、上等兵の下、二等兵の上に位置する。一般に、軍人としての所作や小銃の運用技術等の基本的な訓練課程を終えると一等兵に昇任する。昭和6年11月10日に、大日本帝国陸軍は一等卒（いっとうそつ）から一等兵へ名称を改めた。

## 概要
大日本帝国陸軍では、入営からおよそ半年後に行われる第2期検閲を良成績で終えると一等兵に進級した。（2年現役制となっても初年度途中の一等兵進級が無い時期もあった。）
ただし、全員が必ず一等兵に進級するようになったのは、大正末期であり、明治期・大正期中頃までは二等卒のまま満期除隊する兵も存在した。
明治時代には兵役が3年(2年間は兵営で暮らし、残り1年は帰休兵)の時があり、成績が極端に悪い場合は三年間、二等卒のままで満期除隊する例も存在した。
大正期・昭和期では、ほとんどの現役兵は一等兵で除隊し、予備役になった。入営から1年に満たない初年兵から複数年の軍隊歴がある者まで同階級になる場合があり、古年次兵に対して「一等兵殿」という呼びかけは軍隊内では使ってはならなかった。「古兵殿」「古年次兵殿」と呼ぶのが相手の上等兵とならずに一等兵に留まっているという立場を尊重する表現となった。現役兵しかいない平時であれば、「二年兵殿」で良いが、戦時で現役満期即日再召集が増えてくると長期間在隊している兵に対しては「三年兵殿、四年兵殿」などとなる。あるいは例外として同じ年の後半に入営した後期兵が、前半に入営した前期兵に対して呼びかけるときはたとえ一等兵どうしでも「一等兵殿」と呼びかける。
いずれの年次の兵隊にしても、上等兵になれば、すべて「上等兵殿」となった。下士官は「班長殿」、中少尉は「教官殿」が一般的だが、これは同一中隊内や同一実施学校・嚮導隊出身者である場合が多く、幹部に対しては補職名で呼ぶ方がより正式である。いわく「分隊長殿」「小隊長殿」「副官殿」となる。階級名で呼ぶ時は、補職名が不明な時などである。上級者は下級者をなるべく職名ないし「姓」で呼んだが、やはりそれが不明の場合は階級名・等級名或いは漠然と「兵」とか「兵隊」と呼んだ。「当番兵！」、「おい、そこの兵隊！」と云う具合である。
万年一等兵の事を、関東では「タン助」、関西では「おすけ」と侮称した。
大日本帝国海軍では、1942年の改正までは三等水兵と呼ばれていた。海兵団の教育を終えて部隊に配属された兵の階級であった。1年後、上等水兵（旧二等水兵）に昇任した。略称は一水。
兵は官吏（武官）でなかったため、一等水兵は二等兵の上官ということにはならず、二等水兵の先任という程度のものでしかなかった。
海軍では勤務三年で善行章が一本、付与される。海兵団に入団してから、最短距離で昇任する者は二年半で一等水兵（旧）になる。すなわち、いまだに善行章を付与されずに、一等兵（旧）に昇進した者は、最優秀な兵と目され、俗に「お提灯」と言われた。（一等水兵の旧型階級章は、錨のぶっ違いに桜花が載るというデザインで、遠くからは提灯のように見える。）
ちなみに、いまだに善行章を付与されないまま、下士官（旧三等兵曹）に任官した者は、「ぼたもち」と言われた。
「ぼたもち」は平時の海軍ではほとんど存在せず、予科練出身者などに見られた特殊な例である。

## 各国の呼称
旧日本軍の一等兵に相当する階級に次のものがある。
- アメリカ合衆国
  - 陸軍：Private (E-2)

一等兵と二等兵の俸給は異なるものの階級呼称は同じ。
  - 海軍：Seaman Apprentice
  - 海兵隊：Private First Class
  - 空軍：Airman

1967年までは、Airman Third Class だった。
- イギリス
  - 海軍：Able Rate

1999年4月1日に上等兵と一等兵が統合された。
  - 海兵隊：Marine

1999年4月1日に一等兵と二等兵が統合された。
  - 陸軍：Private (Class 3)
  - 空軍：Senior Aircraftman
- フランス
  - 陸軍：Soldat de 1ère classe
  - 海軍：Matelot breveté
  - 空軍：Aviateur de 1ère classe
  - 国家憲兵：Gendarme-adjoint de 1ère classe
- ロシア
  - 陸軍：Рядовой
  - 海軍：Матрос
- 中国
  - 陸軍、空軍：列兵
  - 海軍：水兵